# Billens-Hennens
Billens-Hennens es una comuna suiza del cantón de Friburgo, situada en el distrito de Glâne. Limita al norte con la comuna de Prévonloup (VD), al noreste y este con Romont, al sur con Siviriez, al suroeste con Brenles (VD), y al oeste con Lovatens (VD).
La comuna actual es el resultado de la fusión el 1 de enero de 1998 de las comunas de Billens y Hennens en la nueva comuna de Billens-Hennens.